# ميكي بيرن
ميكي بيرن (بالإنجليزية: Mickey Byrne)‏ هو لاعب قذف أيرلندي، ولد في 2 سبتمبر 1923 في دبلن في جمهورية أيرلندا، وتوفي بنفس المكان في 16 أكتوبر 2016.